# Yuzawa
Yuzawa (湯沢市, Yuzawa-shi) est une ville du Japon située dans la préfecture d'Akita.

## Géographie

### Situation
Yuzawa est située au sud de la préfecture d'Akita. Elle est traversée par le fleuve Omono.

### Démographie
En mai 2019, la population de la ville de Yuzawa était de 44 792 habitants répartis sur une superficie de 790,91 km2.

## Histoire
Le bourg moderne de Yuzawa a été fondé en 1889. Il obtient le statut de ville le 31 mars 1954. Le 22 mars, les bourgs de Minase, Inakawa et d'Ogachi fusionnent avec Yuzawa.

## Culture locale et patrimoine
- Onsen Takanoyu

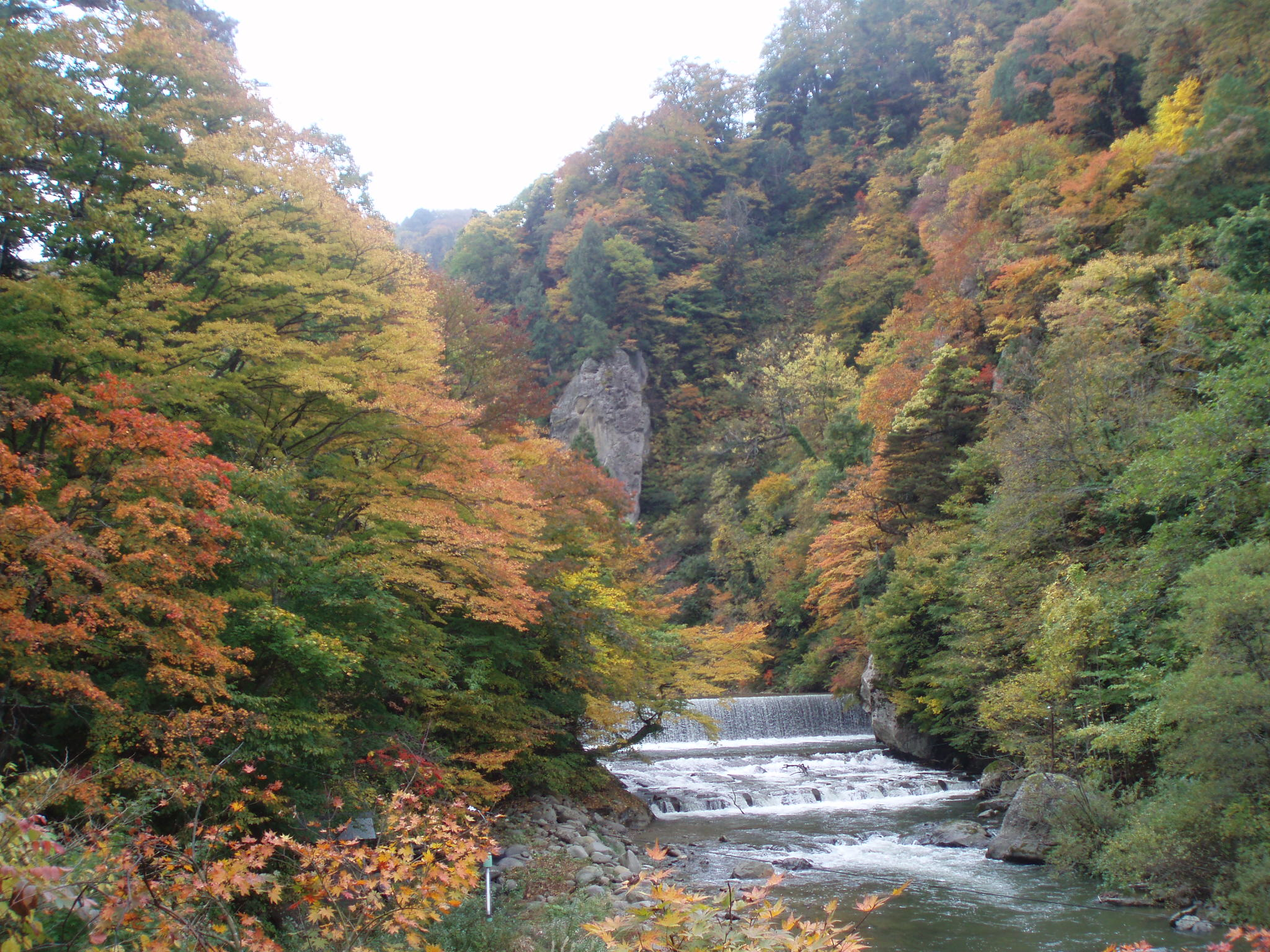
Paysage près de l'onsen Takanoyu à Yuzawa.

Yuza est surnommée « la petite Kyōto d'Ugo » pour sa ressemblance avec l'ancienne capitale du Japon.

## Transports
Yuzawa est desservie par les routes nationales 13 (国道13号), 108 (国道108号) et 398 (国道398号) et par la ligne principale Ōu de la JR East.

## Symboles municipaux
Les symboles de la ville sont le pin et le dahlia.

## Jumelages
Yuzawa est jumelée avec :
- Csurgó (Hongrie)
- Kushiro (Japon)
- Siegburg (Allemagne)

## Personnalités liées à la ville
- Yoshihide Suga (1948-), Premier ministre du Japon de septembre 2020 à octobre 2021, y est né